# كأس نيوزيلندا 1955
كأس نيوزيلندا 1955 (بالإنجليزية: 1955 Chatham Cup)‏ هو موسم من كأس نيوزيلندا. فاز فيه Western A.F.C. ‏.